# Segunda División 'B' de México 1990-91
La Temporada 1990-91 de la Segunda División 'B' de México fue la novena edición de esta temporada como parte del tercer nivel del fútbol mexicano. Se celebró entre los meses de agosto de 1990 y mayo de 1991. El Club Ayense se proclamó campeón tras ganar el grupo de campeonato de la categoría, en segundo lugar terminó el Deportivo Sindicato Único de Obreros Organizados (S.U.O.O.), mientras que la tercera posición fue para el Atlético Cuernavaca, los tres clubes ganaron su ascenso de la segunda división. Por primera ocasión la federación determinó que el campeón de la Segunda B fuese invitado a disputar la promoción de ascenso a Primera, por lo cual el Ayense pudo jugar una eliminatoria para ascender dos divisiones en esta temporada.
En cuanto a los cambios de equipos de manera deportiva se dieron de la siguiente forma: desde la segunda división descendieron los ya citados Ayense y S.U.O.O., junto con el conjunto de Galicia, que cambió su nombre a Atlético Cuernavaca, es decir, los tres clubes que habían descendido la temporada anterior fueron los mismos que lograron retornar en la misma temporada al segundo nivel. De la Tercera fue el equipo de Cruz Azul Hidalgo el que logró una plaza en la Segunda B al ser campeón de la categoría.
Por otro lado, los cambios de plaza o franquicia por cuestiones administrativas fueron los siguientes: Teziutlán vendió su franquicia a Orizaba; Cachorros Neza pasó a ser Clubes Unidos de Tlaxcala; Apatzingán se convirtió en la Ola Naranja de Zacatecas; Estudiantes Chiapas se convirtió en una filial del equipo la UNAM pasando a llamarse Pumas ENEP. Mientras que Yautepec tomó la plaza dejada por Pioneros de Cancún debido a que este último fue ascendido por invitación a la Segunda. Por último, Alteños cambió su nombre a Deportivo Tepatitlán Destacarse además que el Uruapan desapareció, por lo que al final la competición únicamente contó con 18 equipos.

## Formato de Competencia
En la primera fase los 18 equipos se dividen en dos grupos de nueve clubes respectivamente de acuerdo a su ubicación geográfica (Norte o Sur del país), los conjuntos juegan entre ellos en un sistema round-robin durante 16 jornadas según el caso.
Tras finalizar este periodo, los cinco mejores clubes de cada zona se clasifican a un grupo de campeonato para determinar al ganador, al subcampeón y al tercer lugar que tendrán el ascenso a segunda división.
Por el otro bando, los cuatro peores equipos de las dos zonas geográficas del país deberán jugar un grupo de descenso, en el cual los ocho clubes se enfrentarán en sistema round-robin durante 14 jornadas. Al finalizar el periodo, los dos peores conjuntos descenderán directamente a tercera división de México, mientras que el antepenúltimo deberá jugar una serie promocional contra el tercer lugar de la categoría inferior.
El reglamento de puntuaciones varía de acuerdo a algunas condiciones dadas en el partido, es decir: concede dos puntos si hay una victoria por un gol de diferencia; tres si se ganan con más de dos anotaciones de ventaja; y uno si se da un empate entre ambos clubes.

## Equipos participantes

### Equipos por Entidad Federativa
| Entidad Federativa | N.º | Equipos                                                                |
| ------------------ | --- | ---------------------------------------------------------------------- |
| Jalisco            | 6   | Ayense, FEG, Imperio Alal, Industrial Tepatitlán, Tapatío y Tepatitlán |
| Estado de México   | 2   | Águila Progreso Industrial y SUOO                                      |
| Morelos            | 2   | Atlético Cuernavaca y Yautepec                                         |
| Veracruz           | 2   | Halcones Marina y Orizaba                                              |
| Aguascalientes     | 1   | Halcones de Aguascalientes                                             |
| Distrito Federal   | 1   | Pumas ENEP                                                             |
| Hidalgo            | 1   | Cruz Azul Hidalgo                                                      |
| Oaxaca             | 1   | Chapulineros de Oaxaca                                                 |
| Tlaxcala           | 1   | CU Tlaxcala                                                            |
| Zacatecas          | 1   | Ola Naranja                                                            |

### Información sobre los equipos participantes
| Equipo                     | Ciudad                           | Estadio                        |
| -------------------------- | -------------------------------- | ------------------------------ |
| Atlético Cuernavaca        | Cuernavaca, Morelos              | Centenario                     |
| Aguascalientes             | Aguascalientes, Aguascalientes   | Municipal de Aguascalientes    |
| Águila Progreso Industrial | Nicolás Romero, Estado de México | Progreso Industrial            |
| Ayense                     | Ayotlán, Jalisco                 | Chino Rivas                    |
| Cruz Azul Hidalgo          | Jasso, Hidalgo                   | 10 de Diciembre                |
| Deportivo Tepatitlán       | Tepatitlán, Jalisco              | Tepa Gómez                     |
| F.E.G.                     | Guadalajara, Jalisco             | Tecnológico UdeG               |
| Halcones Marina            | Alvarado, Veracruz               | Unidad Deportiva Paso Nacional |
| Imperio Alal               | Zapopan, Jalisco                 | Campo deportivo Imperio        |
| Industrial de Tepatitlán   | Tepatitlán, Jalisco              | Tepa Gómez                     |
| Oaxaca                     | Oaxaca, Oaxaca                   | Benito Juárez                  |
| Ola Naranja                | Zacatecas, Zacatecas             | Francisco Villa                |
| Orizaba                    | Orizaba, Veracruz                | Socum                          |
| Pumas E.N.E.P.             | Ciudad de México                 | Olímpico Universitario         |
| S.U.O.O.                   | Cuautitlán, Estado de México     | Los Pinos                      |
| Tapatío                    | Guadalajara, Jalisco             | Anacleto Macías                |
| Tlaxcala                   | Tlaxcala, Tlaxcala               | Tlahuicole                     |
| Yautepec                   | Yautepec, Morelos                | CDY Yautepec                   |

## Primera Fase

### Zona Norte
| Pos. | Equipo                   | Pts. | PJ | G | E | P  | GF | GC | Dif. | Clasificación       |
| ---- | ------------------------ | ---- | -- | - | - | -- | -- | -- | ---- | ------------------- |
| 1    | Deportivo Tepatitlán     | 28   | 16 | 9 | 1 | 6  | 32 | 22 | +10  | Grupo de campeonato |
| 2    | Ayense                   | 27   | 16 | 9 | 2 | 5  | 29 | 18 | +11  | Grupo de campeonato |
| 3    | Industrial de Tepatitlán | 27   | 16 | 8 | 5 | 3  | 22 | 14 | +8   | Grupo de campeonato |
| 4    | Cruz Azul Hidalgo        | 22   | 16 | 7 | 3 | 6  | 30 | 21 | +9   | Grupo de campeonato |
| 5    | Tapatío                  | 20   | 16 | 6 | 5 | 5  | 25 | 22 | +3   | Grupo de campeonato |
| 6    | Aguascalientes           | 20   | 16 | 7 | 3 | 6  | 24 | 26 | −2   | Grupo de descenso   |
| 7    | Ola Naranja              | 19   | 16 | 6 | 4 | 6  | 18 | 23 | −5   | Grupo de descenso   |
| 8    | Imperio Alal             | 15   | 16 | 4 | 3 | 9  | 23 | 34 | −11  | Grupo de descenso   |
| 9    | FEG                      | 7    | 16 | 2 | 2 | 12 | 14 | 37 | −23  | Grupo de descenso   |

 Fuente: RSSSF

#### Resultados
| Local \ Visitante     | AGS | AYE | CRZ | FEG | IMP | IND | OLA | TAP | TEP |
| --------------------- | --- | --- | --- | --- | --- | --- | --- | --- | --- |
| Aguascalientes        | —   | 1–0 | 0–0 | 2–1 | 2–0 | 2–1 | 3–0 | 1–0 | 2–3 |
| Ayense                | 3–1 | —   | 2–1 | 5–1 | 5–2 | 0–2 | 2–0 | 1–1 | 2–1 |
| Cruz Azul Hidalgo     | 4–3 | 1–0 | —   | 6–0 | 1–2 | 0–2 | 0–0 | 2–2 | 5–2 |
| FEG                   | 2–1 | 1–3 | 0–1 | —   | 1–2 | 0–1 | 1–1 | 2–2 | 1–3 |
| Imperio Alal          | 1–2 | 2–2 | 0–3 | 1–2 | —   | 0–0 | 5–1 | 2–5 | 1–2 |
| Industrial Tepatitlán | 1–1 | 0–2 | 2–0 | 1–0 | 2–2 | —   | 3–1 | 3–1 | 1–0 |
| Ola Naranja           | 1–1 | 2–1 | 3–1 | 3–1 | 0–1 | 2–2 | —   | 1–0 | 1–0 |
| Tapatío               | 4–0 | 2–0 | 2–1 | 2–1 | 2–1 | 1–1 | 0–2 | —   | 1–1 |
| Tepatitlán            | 5–2 | 0–1 | 1–4 | 3–0 | 4–1 | 2–0 | 2–0 | 3–0 | —   |

### Zona Sur
| Pos. | Equipo                     | Pts. | PJ | G  | E | P  | GF | GC | Dif. | Clasificación       |
| ---- | -------------------------- | ---- | -- | -- | - | -- | -- | -- | ---- | ------------------- |
| 1    | Pumas ENEP                 | 36   | 16 | 12 | 3 | 1  | 41 | 22 | +19  | Grupo de campeonato |
| 2    | SUOO                       | 23   | 16 | 6  | 6 | 4  | 21 | 19 | +2   | Grupo de campeonato |
| 3    | Atlético Cuernavaca        | 22   | 16 | 7  | 4 | 5  | 22 | 19 | +3   | Grupo de campeonato |
| 4    | Oaxaca                     | 21   | 16 | 7  | 2 | 7  | 24 | 22 | +2   | Grupo de campeonato |
| 5    | Yautepec                   | 20   | 16 | 6  | 4 | 6  | 22 | 19 | +3   | Grupo de campeonato |
| 6    | Orizaba                    | 20   | 16 | 7  | 3 | 6  | 23 | 21 | +2   | Grupo de descenso   |
| 7    | Tlaxcala                   | 15   | 16 | 4  | 6 | 6  | 22 | 29 | −7   | Grupo de descenso   |
| 8    | Águila Progreso Industrial | 11   | 16 | 4  | 1 | 11 | 24 | 33 | −9   | Grupo de descenso   |
| 9    | Halcones de Marina         | 9    | 16 | 2  | 5 | 9  | 14 | 29 | −15  | Grupo de descenso   |

 Fuente: RSSSF

#### Resultados
| Local \ Visitante   | ATC | API | HAL | OAX | ORI | PUM | SUO | TLA | YAU |
| ------------------- | --- | --- | --- | --- | --- | --- | --- | --- | --- |
| Atlético Cuernavaca | —   | 2–1 | 0–0 | 2–1 | 2–3 | 1–3 | 1–2 | 0–0 | 2–1 |
| Águila PI           | 1–4 | —   | 6–3 | 3–4 | 1–0 | 1–2 | 1–2 | 4–2 | 0–0 |
| Halcones Marina     | 0–1 | 2–1 | —   | 1–1 | 1–3 | 2–1 | 1–1 | 1–2 | 1–1 |
| Oaxaca              | 2–0 | 2–0 | 1–0 | —   | 1–0 | 1–4 | 0–1 | 4–1 | 0–1 |
| Orizaba             | 1–0 | 1–2 | 2–1 | 2–1 | —   | 1–2 | 0–0 | 2–2 | 3–2 |
| Pumas ENEP          | 2–2 | 3–1 | 1–1 | 2–1 | 3–2 | —   | 5–2 | 5–3 | 2–0 |
| SUOO                | 1–3 | 2–1 | 2–0 | 1–2 | 1–2 | 1–1 | —   | 1–1 | 3–0 |
| Tlaxcala            | 0–1 | 2–1 | 1–0 | 2–2 | 1–1 | 2–3 | 0–0 | —   | 2–1 |
| Yautepec            | 1–1 | 2–0 | 5–0 | 2–1 | 1–0 | 1–2 | 1–1 | 3–1 | —   |

## Grupo de Campeonato
| Pos. | Equipo                   | Pts. | PJ | G  | E | P  | GF | GC | Dif. | Clasificación              |
| ---- | ------------------------ | ---- | -- | -- | - | -- | -- | -- | ---- | -------------------------- |
| 1    | Ayense (C, A)            | 30   | 18 | 10 | 3 | 5  | 32 | 21 | +11  | Ascenso a Segunda División |
| 2    | SUOO (A)                 | 29   | 18 | 9  | 5 | 4  | 25 | 17 | +8   | Ascenso a Segunda División |
| 3    | Atlético Cuernavaca (A)  | 28   | 18 | 9  | 4 | 5  | 22 | 13 | +9   | Ascenso a Segunda División |
| 4    | Tapatío                  | 27   | 18 | 9  | 3 | 6  | 32 | 22 | +10  |                            |
| 5    | Pumas ENEP               | 25   | 18 | 9  | 3 | 6  | 30 | 19 | +11  |                            |
| 6    | Cruz Azul Hidalgo        | 25   | 18 | 7  | 5 | 6  | 22 | 17 | +5   |                            |
| 7    | Deportivo Tepatitlán     | 18   | 18 | 5  | 5 | 8  | 22 | 28 | −6   |                            |
| 8    | Industrial de Tepatitlán | 16   | 18 | 5  | 4 | 9  | 15 | 31 | −16  |                            |
| 9    | Yautepec                 | 14   | 18 | 5  | 2 | 11 | 19 | 30 | −11  |                            |
| 10   | Oaxaca                   | 10   | 18 | 2  | 6 | 10 | 12 | 33 | −21  |                            |

 Fuente: RSSSF

### Resultados
| Local \ Visitante     | ATC | AYE | CRZ | IND | OAX | PUM | SUO | TAP | TEP | YAU |
| --------------------- | --- | --- | --- | --- | --- | --- | --- | --- | --- | --- |
| Atlético Cuernavaca   | —   | 0–2 | 0–0 | 0–0 | 1–0 | 1–0 | 2–0 | 5–1 | 3–1 | 2–1 |
| Ayense                | 0–2 | —   | 2–1 | 1–1 | 3–0 | 3–2 | 2–2 | 1–2 | 2–1 | 3–0 |
| Cruz Azul Hidalgo     | 0–0 | 1–2 | —   | 4–0 | 1–1 | 3–1 | 2–1 | 0–1 | 0–1 | 3–1 |
| Industrial Tepatitlán | 0–1 | 2–4 | 1–0 | —   | 1–0 | 0–0 | 0–1 | 1–2 | 0–2 | 4–3 |
| Oaxaca                | 0–2 | 1–1 | 1–1 | 2–2 | —   | 1–4 | 0–0 | 2–1 | 2–2 | 1–0 |
| Pumas ENEP            | 2–1 | 1–0 | 1–1 | 5–0 | 1–0 | —   | 1–1 | 3–2 | 3–2 | 3–0 |
| SUOO                  | 1–0 | 2–1 | 2–0 | 2–0 | 2–0 | 0–2 | —   | 1–1 | 4–2 | 2–1 |
| Tapatío               | 2–1 | 1–2 | 1–2 | 3–0 | 7–0 | 1–0 | 2–1 | —   | 3–0 | 0–0 |
| Tepatitlán            | 1–1 | 2–1 | 0–1 | 0–1 | 3–1 | 2–1 | 0–0 | 1–1 | —   | 1–3 |
| Yautepec              | 2–0 | 0–2 | 1–2 | 1–2 | 1–0 | 1–0 | 1–3 | 2–1 | 1–1 | —   |

|                             |
| Ayense Campeón 1.er título. |

## Grupo de Descenso
| Pos. | Equipo                     | Pts. | PJ | G | E | P | GF | GC | Dif. | Clasificación         |
| ---- | -------------------------- | ---- | -- | - | - | - | -- | -- | ---- | --------------------- |
| 1    | Imperio Alal               | 25   | 14 | 7 | 5 | 2 | 26 | 21 | +5   |                       |
| 2    | Águila Progreso Industrial | 20   | 14 | 6 | 3 | 5 | 27 | 25 | +2   |                       |
| 3    | Aguascalientes             | 19   | 14 | 5 | 5 | 4 | 26 | 21 | +5   |                       |
| 4    | Orizaba                    | 19   | 14 | 6 | 3 | 5 | 20 | 17 | +3   |                       |
| 5    | Tlaxcala                   | 18   | 14 | 5 | 4 | 5 | 21 | 19 | +2   |                       |
| 6    | Ola Naranja                | 17   | 14 | 5 | 4 | 5 | 20 | 18 | +2   | Promoción de descenso |
| 7    | Halcones de Marina         | 14   | 14 | 4 | 3 | 7 | 16 | 17 | −1   | Descenso de categoría |
| 8    | FEG                        | 10   | 14 | 1 | 7 | 6 | 13 | 31 | −18  | Descenso de categoría |

 Fuente: RSSSF

### Resultados
| Local \ Visitante | AGS | API | FEG | HAL | IMP | OLA | ORI | TLA |
| ----------------- | --- | --- | --- | --- | --- | --- | --- | --- |
| Aguascalientes    | —   | 2–0 | 4–1 | 1–1 | 1–2 | 3–1 | 4–3 | 1–1 |
| Águila PI         | 1–1 | —   | 6–1 | 3–2 | 5–0 | 3–0 | 3–0 | 2–3 |
| FEG               | 2–2 | 1–1 | —   | 0–2 | 1–1 | 2–2 | 1–1 | 0–0 |
| Halcones Marina   | 1–0 | 0–1 | 6–1 | —   | 0–1 | 1–1 | 0–2 | 2–0 |
| Imperio Alal      | 2–2 | 6–1 | 3–0 | 0–0 | —   | 3–1 | 2–1 | 3–3 |
| Ola Naranja       | 2–1 | 5–0 | 0–1 | 2–1 | 1–1 | —   | 2–0 | 2–0 |
| Orizaba           | 2–0 | 0–0 | 2–1 | 2–0 | 5–0 | 1–1 | —   | 1–0 |
| Tlaxcala          | 2–4 | 4–1 | 1–1 | 3–0 | 0–2 | 1–0 | 3–0 | —   |